# José Joaquín de Silva-Bazán
José Joaquín de Silva-Bazán y Sarmiento, IX. markýz ze Santa Cruz de Mudela, Grand Španělského království (3. prosince 1734, Madrid - 2. února  nebo 28. března  1802 tamtéž) byl španělský šlechtic, literát a politik.

## Život
Jeho rodiči byli Pedro de Silva-Bazán a jeho manželky María Cayetana Sarmiento y Dávila. Jeho sourozenci byli Pedro (1742-1808), který se stal akademikem a Mariana (1739-1784), malířka, spisovatelka a překladatelka
Otec sloužil u královského dvora jako majordomus infanta Filipa, pozdějšího zakladatele bourbonsko-parmské panovnické dynastie. Zemřel, když bylo Josému 10 let.

### Manželství a rodina
2. února 1755 se oženil s Marií de la Soledad Fernández de la Cueva y Silva, dcerou Francisca Fernándeze de la Cueva, XI. vévody z Alburquerque, který byl hlavním stájníkem Ferdinanda VI. Manželství však trvalo jen šest let, neboť Soledad zemřela ve 27 letech. Zanechala manžela a šestiletého synka Francisca de Asís († 1779).
Úmrtí jeho prvorozeného syna ho zřejmě přiměla po dlouhém období vdovství uzavřít nové manželství. Ve Vídni se seznámil s česko-rakouskou hraběnkou Marí Annou z Valdštejna, (1763, Vídeň - 1808, Fano), dcerou Emanuela Filiberta, hraběte z Valdštejna-Wartenbergu na Duchcově, a jeho manželky Marie Anny Terezie, kněžny z Lichtenštejna. O třicet let mladší umělecky nadaná Marie Anna se stala markýzovou druhou manželkou v roce 1781 a odcestovala se svým manželem do Španělska.
Manželům se narodili tři synové a dcera, mezi nimi syn Josef Gabriel de Silva-Bazán y Waldstein.
Marie Anna byla první markýzou ze Santa Cruz, kterou portrétoval Francisco de Goya (druhou byla její snacha Joaquina Téllez-Girón).

### Kariéra
Tři roky poté, kdy byl Markýz José Joaquín de Silva-Bazán již opět v Madridu, jej král Karel III. jmenoval svým mayordomo mayor (královského komorníka), což z něho učinilo nejvýznamnější osobu v královském paláci. Tuto funkci vykonával také za panování Karla IV. Vykonával také funkci královského stájmistra.
Od 28. listopadu 1776 až do své smrti v roce 1802 Byl ředitelem Španělské královské akademie.